# Alberto Pomini
Alberto Pomini (ur. 17 marca 1981 w Isola della Scala) – włoski piłkarz występujący na pozycji bramkarza w SPAL.

## Kariera klubowa
Grę w piłkę nożną rozpoczął w klubie AC Cadidavid z Werony. Następnie trenował w Hellasie Werona. W 1999 roku został włączony do składu drużyny seniorów, jednak nigdy nie zadebiutował w oficjalnym meczu pierwszego zespołu. W 2001 roku został wypożyczony do czwartoligowego San Marino Calcio, a następnie grał w klubach występujących na tym samym poziomie rozgrywkowym – AC Bellaria Igea Marina i US Sassuolo Calcio. Z tym ostatnim klubem awansował do Serie A i następnie do Ligi Europy UEFA. Jest jednym z dwóch piłkarzy, obok Francesco Magnanelliego, którzy przebyli z klubem drogę z Serie C2 do europejskich pucharów. Został za to nagrodzony honorowym obywatelstwem miasta Sassuolo. W Serie A Pomini zadebiutował 15 września 2013 w przegranym 0:2 meczu przeciwko Hellasowi Verona. Latem 2017 roku opuścił klub i występował w zespołach grających w Serie B: US Città di Palermo, Venezia FC oraz SPAL.